# 金沢映子
金沢 映子（かなざわ えいこ、1965年6月28日 - ）は、日本の女優、声優。身長160センチ、体重50キロ。趣味はバドミントン、コーラス。特技は手話。広島県出身。ニックネームはマーシャ。
1986年に文学座研究所に入所。初舞台は1988年の『作者を探す六人の登場人物』。1991年に文学座の座員となり、舞台女優、声優として活動している。声優業では、主に吹き替えを担当。

## 出演作品

### 舞台
1980年代
- 作者を探す六人の登場人物（1988年）
- 雨の運動会（1988年）
- チェンジングルーム（1989年）

1990年代　
- グリークス（1990年）
- 奏でられないカルテット（1991年）
- ふるあめりかに袖はぬらさじ（1991年）
- 二十四の瞳（1992年）
- 恋と仮面とカーニバル（1993年）
- ウェストサイドワルツ（1994年）
- ゲットー（1995年）
- 噂のチャーリー（1995年）
- 金襴緞子の帯しめながら（1997年）
- 人生と呼べる人生（1997年）
- がんばろう（1999年）

2000年代
- 二十世紀（2000年）
- 欲望という名の電車（2000年）
- モンテ・クリスト伯（2001年）
- 津國女夫池（2004年）
- キスへのプレリュード（2005年）
- 曾我会稽山（2005年）
- 出世景清（2006年）
- 飢餓海峡（2006年）
- ふたり静胎内さぐり（2008年）
- 口紅〜rouge〜（2008年）

2010年代
- 交響劇 船に乗れ!（2013年）
- 春のめざめ（朗読劇）（2014年）[5]

2020年代
- 華岡青洲の妻（2025年）[6]

### テレビドラマ
- ほんとにあった怖い話 第1シーズン 恐怖幽便 第5回「うしろの女」（2004年2月7日放送、フジテレビ）
- 臨場 第一章 第4話「眼前の密室」（2009年5月6日放送、テレビ朝日） - 赤塚麻美 役
- 警視庁三ツ星刑事 佐々木丈太郎 第2作「告白」（2010年8月13日放送、フジテレビ） - 近所の主婦 役
- 愛車探偵は、貴方のココロにガソリンを注ぐ！ 第3話「波乗り探偵。」（2014年、オークネット）※WEBドラマ
- シャキーン！（Eテレ）※幼児向け番組
  - かぶせてきましたね（2018年7月30日放送）
  - それをやっちゃあ おしまいよ（2018年11月19日放送）
  - 秋スペシャル！読書の秋（2020年10月27日放送）

### ラジオドラマ
- FMシアター（NHK-FM）
  - 砂漠巡行（1991年6月30日）
  - アンジェリーナ 〜 佐野元春と三つの短編 第2話「ナポレオンフィッシュと泳ぐ日 / 水のないプール」（1993年10月23日）[7]
  - マスオさんになれなかった男（1996年3月9日）[8]
  - ガンジス河の深みに（1996年4月27日）[9]
  - LET IT PON!〜それでええんよ〜（2012年2月4日）[10]
  - 2233歳（2013年3月16日）[11]
  - どこかで家族（2014年3月8日）[12]
  - 父の代理人（2014年8月9日）[13]
  - 師匠と私と飴色のレシピ（2020年2月15日）[14]
  - プリズン・コーラス（2020年12月5日）[15]
  - あの恋は、檸檬のようだった（2021年3月6日）[16]
- ラジオ図書館 をぢさんの話（1994年5月22日、TBSラジオ）
- ラジオ深夜便ドラマアワー 生命のサイレン 〜 救急女医・五條史子（1994年11月7日 - 12月5日、NHK第1）
- 特集オーディオドラマ　青き風吹く（2016年1月2日、NHK-FM）[17]
- 青春アドベンチャー（NHK-FM）
  - カーミラ（2018年3月5日 - 9日）[18]
  - ベルリン1989（2019年7月29日 - 8月9日）[19]
  - イッツ・ア・ビューティフルワールド（2021年3月15日 - 26日）[20]
  - 黒い瞳のボヘミアン（2022年6月20日 - 7月1日）[21]
  - 影をなくした男（2024年2月5日 - 9日）[22]

### CM
- アリコジャパン 電話でセレクト入院保険2009

### 吹き替え・アテレコ
海外ドラマ
- ER IV 緊急救命室 - シンシア・フーパー（マリスカ・ハージティの吹き替え）
- ER XV 緊急救命室 - イボンヌ（カリーナ・ローグの吹き替え）（8話）
- Dr.マーク・スローンスペシャル「手術室のトリック」（NHK）
- スティーブン・キングの悪魔の嵐 - モリー・アンダーソン（NHK）
- スーパーナチュラル- アンドレア・バー（3話）
- デスパレートな妻たち（33、61話）
- ドクター・フー - キャロライン（1話）
- クッキ 〜菊熙〜（1話）
- CSI:科学捜査班 - （20、89話）
- 恋するマンハッタン - カレン（6話）
- アナザー・ライフ〜天国からの3日間 （17話）
- レリックハンター3〜秘宝を探せ - ダニー（60話）
- ふたりは最高!ダーマ&グレッグ（30、39、93、104話）
- プロビデンス - カレン（32話）
- アリー my Love（37、100話）
- どこかでなにかがミステリー - リディア（6話）、マンスフィールド（41、43、60話）
- サブリナ（107話）
- 刑事ナッシュ・ブリッジス（97話）
- 新アウターリミッツ - ナタリー（80話）
- サンフランシスコの空の下（7話）
- チャームド 〜魔女3姉妹〜（106、163話）
- ナース・ジャッキー2 - ジーナ

洋画
- ザ・ワイルド（テレビ朝日版）
- ストリートファイター（ソフト版）
- セブン - トレイシー・ミルズ（ビデオ・DVD版、グウィネス・パルトローの吹き替え）
- 多重人格 - ディー・ハリス、ジェーン・ワイズ
- Dear フランキー - リジー（エミリー・モーティマーの吹き替え）
- バイオハザードII アポカリプス - テリ・モラレス（ビデオ・DVD版）
- フライトプラン
- ミスティック・リバー　- セレステ・ボイル（マーシャ・ゲイ・ハーデンの吹き替え）
- リチャード・ニクソン暗殺を企てた男 - マリー・ピック（ナオミ・ワッツの吹き替え）
- 猟奇的な彼女（キョヌの母）
- レジェンド・オブ・フォール/果てしなき想い - イザベル（カリーナ・ロンバードの吹き替え）

アニメ
- キリクと魔女
- 魔法のステージファンシーララ - 菅野江美子[23]
- 崖の上のポニョ
- サマーウォーズ - 陣内典子[24]
- たまゆら - 先生、駅員
- うさぎドロップ - 行雄の妻

ゲーム
- テイルズ オブ ヴェスペリア 〜The First Strike〜（街の人々）